# NGC 1061
NGC 1061 في الفهرس العام الجديد، هي مجرة، تقع في كوكبة المثلث. اكتشفت في 1849 بواسطة ويليام بارسونز.

## روابط خارجية
- NGC 1061 على موقع ويكي سكاي: DSS2, SDSS, GALEX, IRAS, Hydrogen α, X-Ray, Astrophoto, Sky Map, Articles and images